# Gregorio Corrochano
Gregorio Corrochano Ortega (Talavera de la Reina, 8 de abril de 1882-Madrid, 19 de octubre de 1961) fue un periodista y ensayista español, particularmente especializado en tauromaquia.

## Biografía
Nacido el 8 de abril de 1882 en la ciudad toledana de Talavera de la Reina,provenía de una familia de agricultores y ganaderos. Inició en Madrid estudios de ingeniería de caminos, que abandonó pronto por la práctica del periodismo, primero como meritorio del rotativo madrileño La Mañana, donde comenzó a escribir críticas teatrales y taurinas y luego para la revista Ecos y el diario Abc de Madrid. Corrochano ejerció como corresponsal de guerra durante la guerra del Rif en Melilla, llegando a amistar con el general José Sanjurjo y de esa época data su novela ¡Mektub! (1926) sobre el protectorado español en Marruecos. Sin embargo, su fama se la debe a sus crónicas taurinas, realizadas sobre todo en el diario ABC. Pertenece a una segunda generación de críticos taurinos que empezaron a realizar crónicas con estilo literario, que incluían juicios técnicos, pero también estéticos y subjetivos. Antes, en el siglo XIX, las crónicas taurinas eran muy escuetas, y se limitaban a dar datos objetivos de cada toro (puyazos, caballos derribados o muertos, etc.). Presenció la mortal cogida de José Gómez "Joselito", que puso fin a la llamada Edad de Oro del toreo. Su rendida admiración por el menor de los Gallo y el recuerdo dolorido de su cogida marcó muchas de sus crónicas posteriores: «¿Qué es torear? Yo no lo sé. Creí que lo sabía Joselito y vi cómo lo mató un toro.»
Vivió también en primer plano la llamada «Edad de Plata» (década de 1920 y 1930), a la que él dio nombre con su obra La edad de plata del toreo. Durante la Guerra Civil fundó en 1938 y dirigió en Tánger el diario España, junto al periodista Fernando Vela. Con este objetivo Corrochano creó la editora Marroquí SA, de la que fue accionista mayoritario y que vendió en 1957. En 1955 obtuvo el premio Castillo de Chirel, que otorga la Real Academia Española y en 1956 el premio Mariano de Cavia. 
Falleció en su domicilio del número 70 del madrileño paseo de la Castellana el 19 de octubre de 1961.
Corrochano fue muy respetado por todos, incluso los profesionales del toreo, ya que aunaba su calidad literaria con un profundo conocimiento del arte de torear. Historiadores taurinos de la relevancia de José María de Cossío ensalzaron su importancia: «Corrochano sigue la manera de las crónicas impresionistas y sabe ver el suceso, a veces el detalle o matiz característico,que ha de servirle de tema de su crónica. Creo que es la figura moderna del revisterismo de mayor relieve y personalidad».
Sus crónicas tienen con frecuencia un tono pedagógico. En una época en que el toreo se había convertido en espectáculo de masas, Corrochano deseaba formar adecuadamente a los aficionados para que valorasen de forma justa la lidia. Cuando lo cree necesario, tiene la suficiente autoridad moral para reconvenir incluso a los propios toreros, siempre de forma argumentada y clara. Cuando su hijo, Alfredo Corrochano, se hizo matador de toros, abandonó la crítica taurina.

## Obras
- La gitanada sainete lírico en un acto, dividido en cuatro cuadros. Madrid, R. Velasco, 1914.
- Las sufragistas: comedia cómica en dos actos y en prosa Madrid : R. Velasco [impresor], 1916.
- ¡Mektub! novela Madrid: Editorial Atlántida, 1926.
- ¿Qué es torear? Introducción a la tauromaquia de Joselito. Madrid [Imp. Góngora], [1953]
- La coronación de la Virgen del Prado. Madrid: Imprenta Góngora, 1957.
- Teoría de las corridas de toros. Con varios grabados, Madrid: Revista de Occidente, 1962.
- ¿Qué es torear? Introducción a las tauromaquias de Joselito y de Domingo Ortega Madrid: Revista de Occidente, 1966.
- Cuando suena el clarín, MAdrid: Revista de Occidente, 1961; 2,ª ed. Madrid: Alianza Editorial, 1966.
- Tauromaquia. Obra completa I. ¿Qué es torear? Teoría de las corridas de toros. Cuando suena el clarín. Madrid: Espasa-Calpe, 1989.
- La edad de oro del toreo: obra completa II Madrid : Espasa-Calpe, 1992.
- La edad de plata del toreo: obra completa III Madrid : Espasa-Calpe, 1993.